# إلياس الفاضل
إلياس الفاضل (مواليد 1933 في مرمريتا، حمص) هو شاعر سوري تلقى تعليمه في مرمريتا ودمشق. ابتدأ مشواره الأدبي بالعمل في الصحافة اللبنانية في خمسينات القرن الماضي ثم انتقل للعمل في التلفزيون العربي السوري في الستينات كمراقب للنصوص الأدبية ومعد للبرامج التلفزيونية، أنشأ «دار الأجيال للطباعة والنشر» بدمشق في أوائل السبعينات. ثم انتقل للعمل في الصحافة الكويتية في منتصف السبعينات، فشغل منصب سكريتير التحرير في جريدة الرأي العام والأنباء والقبس والمجالس على التوالي، ومنذ العام 1974 وحتى عام 2000 حيث انتهت مسيرته المهنية بالتقاعد في دمشق.
يعتبر الياس الفاضل واحدا من أربعة شعراء رواد لقصيدة النثر في سوريا، وهم سليمان عواد الذي يعتبر أب قصيدة النثر السورية ثم محمد الماغوط وإسماعيل عامود و«إلياس الفاضل».
مثل جبرا إبراهيم جبرا الرأي النقدي الموضوعي في شعر الياس الفاضل عندما قال عنه: «الياس الفاضل من فئة الذين جمحت بهم أحاسيسهم العنيفة، فخرجوا بشعرهم خروجاً لا محيد عنه على الأشكال التقليدية، لعلهم يحققون للشعر أسلوباً تتجدد فيه اللغة فيغدو وسيلة فعالة للتعبير عن النفس المعاصرة وهذه النفس ـ ما أحزنها، وما آلم وحشتها، الفراغ، والمقاهي وعربات الآخرين المذهبة، تحيط به كحراس طغاة، ولكنها تظفر بحريتها ظفراً لا شك فيه عن طريق هذا القول المتمرد. فالكلمة نجاتها، والكلمة سلاحها ازاء كل ما يهددها» لكن سعيد عقل يختصر الياس الفاضل بسطر واحد قائلاً فيه: «الياس الفاضل شاعر معرفة جعل الحياة تحت قلمه الساحر أشبه بأسطورة»
عضو في اتحاد الصحفيين العرب واتحاد الكتاب العرب وعضو في جمعية الشعر.

## مؤلفاته
- أوراق جريحة- شعر- دمشق 1958.
- أحزان القمر الأخضر- شعر- دمشق 1959.
- تحت سماء آسيا- شعر- دمشق 1970
- الأعمال الكاملة-شعر- الكويت 1999
- بقايا اللوح المكسور-شعر- دمشق 2008